# فریتز بلوغ
فریتز بلوغ (انگلیسی: Fritz Balogh; ۱۶ دسامبر ۱۹۲۰ – ۱۴ ژانویهٔ ۱۹۵۱) بازیکن فوتبال اهل آلمان بود.
وی همچنین در تیم ملی فوتبال آلمان بازی کرده‌است.